# NE (複雜度)
在計算複雜度理論內，複雜度類 NE是一個決定型問題的集合，包含能使用非決定型圖靈機，在O(kn) (k是某個常數)時間內解決的問題。
NE與相近的類別NEXPTIME不同，在多項式時間多對一歸約時並不封閉。